# Pașkivka, Kozelșciîna
Pașkivka (în ucraineană Пашківка) este localitatea de reședință a comunei Pașkivka din raionul Kozelșciîna, regiunea Poltava, Ucraina.

## Demografie
Componența lingvistică a localității Pașkivka
     Ucraineană (93,68%)
     Rusă (3,39%)
     Română (2,71%)
Conform recensământului din 2001, majoritatea populației localității Pașkivka era vorbitoare de ucraineană (93,68%), existând în minoritate și vorbitori de rusă (3,39%) și română (2,71%).